# Escuela de Suboficiales de Infantería de Marina (centro de detención)
La Escuela de Suboficiales de Infantería de Marina (ESIM) de la Armada Argentina albergó sus instalaciones de Punta Mogotes (Mar del Plata, provincia de Buenos Aires) un centro clandestino de detención entre 1976 y 1978, bajo el terrorismo de Estado de la dictadura autodenominada «Proceso de Reorganización Nacional» (bajo el gobierno de la Junta Militar de Gobierno).
Formaba parte del circuito represivo de Mar del Plata junto a la Comisaría 4.ª y el Cuartel de Bomberos de la policía provincial; la Base Naval y «la Cueva» (Fuerza Aérea); todos bajo la responsabilidad del I Cuerpo de Ejército a través del Grupo de Artillería de Defensa Aérea 601 (GADA 601) del Ejército.

## Funcionamiento
La Escuela estuvo al mando del capitán de navío Mario José Oslvado Fórbice entre el 4 de febrero de 1976 y el 15 de febrero de 1978; y dependía del Comando en Jefe de la Armada a través de la Dirección General de Personal Naval (a cargo, sucesivamente, de los contraalmirantes Horacio González Llanos, Edgardo José Segura, Roberto Wulff de la Fuente y Luis Pedro Sánchez Moreno).
De acuerdo al plan Placintara 75, la ESIM constituía, junto a la Base Naval Mar del Plata y otras unidades con asiento en la misma zona, la Fuerza de Tareas 6 (FT6), con responsabilidad en las ciudades de Mar del Plata y Quequén. Se ha hallado un documento del Comando en Jefe de la Armada que revela que la ESIM estaba permanente alistada para la «lucha contra la subversión» por lo que se deduce su participación.
A su vez la Escuela estaba comprendida por el Área 151 del Ejército Argentino, al mando del Grupo de Artillería de Defensa Aérea 601 «Tte. Grl. Pablo Ricchieri», bajo la dependencia de la Zona 1, a cargo del Comando del I Cuerpo de Ejército (comandado por el general de división Carlos Guillermo Suárez Mason).

## Sitio de la memoria
En 2013 la Secretaría de Derechos Humanos señalizó la Escuela de Suboficiales como sitio de la memoria, en cumplimiento de la Ley de Sitios de la Memoria (ley n.º 26 691).

## Causas judiciales
En 2013 el Tribunal Oral Federal de Mar del Plata impuso a Mario J. O. Fórbice la pena de prisión perpetua por delitos de lesa humanidad.